# Ron Polonsky

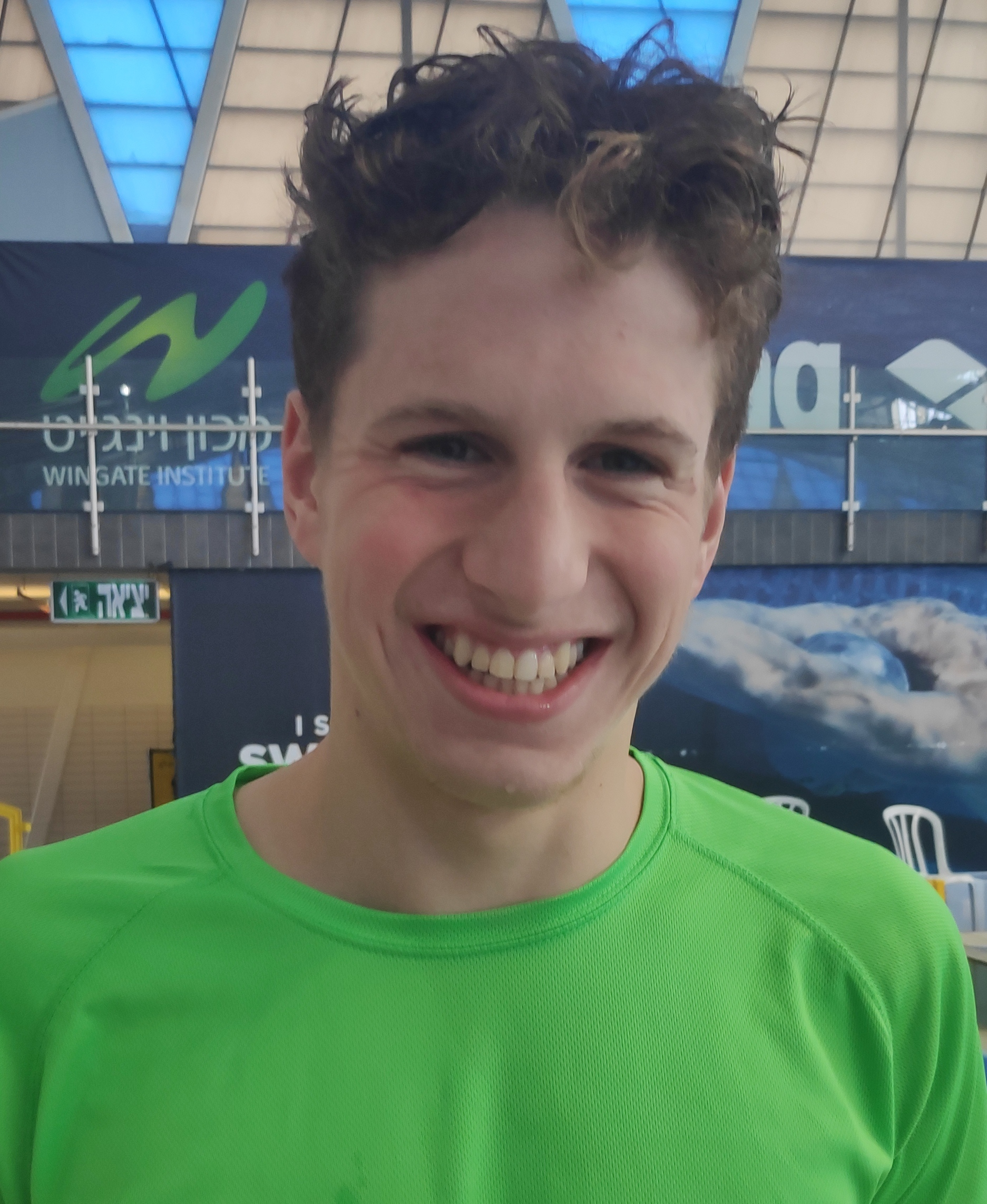
Ron Polonsky (2019)

Ron Polonsky (hebräisch רון פולונסקי‎; * 28. März 2001 in Haifa) ist ein israelischer Schwimmer. Er gewann 2024 einmal Gold und einmal Silber bei Europameisterschaften auf der 50-Meter-Bahn.

## Sportliche Karriere
Ron Polonsky studiert seit 2021 an der Stanford University und schwimmt für deren Schwimmteam.
Anfang Juli 2019 bei den Junioreneuropameisterschaften in Kasan wurde Polonsky über 200 Meter Lagen Zweiter mit 0,05 Sekunden Rückstand auf den Griechen Apostolos Papastamos und vor seinem Landsmann Gal Cohen Groumi. Anfang August gewann Polonsky seine ersten israelischen Meistertitel über 200 Meter Brust und 200 Meter Lagen. Ende August bei den Juniorenweltmeisterschaften in Ungarn wurde er Vierter über 200 Meter Lagen, zu Papastamos als Gewinner der Bronzemedaille fehlten Polonsky 0,22 Sekunden. Im Dezember fanden in Glasgow die Kurzbahneuropameisterschaften 2019 statt. Polonsky schied bei allen Starts im Vorlauf aus.
Wegen der COVID-19-Pandemie wurden die für 2020 geplanten Meisterschaften nach 2021 verschoben. Bei den Europameisterschaften in Budapest im Mai 2021 schwamm die 4-mal-200-Meter-Mixed-Freistilstaffel mit Denis Loktev, Ron Polonsky, Andrea Murez und Anastasia Gorbenko auf den vierten Platz. Polonskys beste Platzierung in einem Einzelwettbewerb war der 13. Platz im Halbfinale über 200 Meter Lagen. Zwei Monate später bei den Olympischen Spielen in Tokio trat Polonsky in drei Disziplinen an. Seine beste Platzierung war der 26. Platz im Vorlauf über 200 Meter Lagen. Über 200 Meter Brust und 400 Meter Lagen schwamm er jeweils die 27. Vorlaufzeit.
Bei den Weltmeisterschaften 2022 in Budapest verpasste Ron Polonsky als Neunter des Halbfinales über 200 Meter Lagen die Finalteilnahme um eine Viertelsekunde. Wegen der zahlreichen Verschiebungen im internationalen Terminkalender fanden die Europameisterschaften in Rom zwei Monate nach den Weltmeisterschaften statt. Die 4-mal-200-Meter-Freistilstaffel mit Denis Loktev, Daniel Namir, Bar Soloveychik und Ron Polonsky erreichte als Fünfte das Ziel. Ebenfalls Fünfter wurde Polonsky über 200 Meter Lagen. Die 4-mal-100-Meter-Mixed-Lagenstaffel mit Polonsky auf der Brustlage wurde im Endlauf disqualifiziert. 2023 bei den Weltmeisterschaften in Fukuoka belegte die 4-mal-100-Meter-Freistilstaffel mit Tomer Frankel, Denis Loktev, Ron Polonsky und Gal Cohen Groumi den siebten Platz.
Im Juni 2024 bei den Europameisterschaften in Belgrad erreichte die 4-mal-100-Meter-Mixed-Lagenstaffel in der Besetzung Ayla Spitz, Jonathan Itzhaki, Ariel Hayon und Alexey Glivinskiy das Finale mit der viertbesten Vorlaufzeit. Im Endlauf waren Anastasia Gorbenko, Ron Polonsky, Gal Cohen Groumi und Andrea Murez fast fünf Sekunden schneller als die Vorlaufstaffel und gewannen Gold mit zweieinhalb Sekunden Vorsprung. Alle acht Beteiligten erhielten eine Goldmedaille. Über 200 Meter Lagen siegte der Ungar Hubert Kós mit 0,15 Sekunden Vorsprung vor Polonsky, der seinerseits 1,26 Sekunden vor dem drittplatzierten Türken Berke Saka anschlug. Ron Polonskys Schwester Lea Polonsky gewann ebenfalls Gold bei den Europameisterschaften 2024.
Bei den Olympischen Spielen in Paris erreichte Polonsky sowohl über 100 Meter Brust als auch über 200 Meter Lagen das Halbfinale. In der Mixed-Lagenstaffel schieden Anastasia Gorbenko, Ron Polonsky, Gal Cohen Groumi und Andrea Murez mit der zehntbesten Vorlaufzeit aus. Eine Sekunde fehlte zum Finaleinzug.